# Tabanus morio
Tabanus morio är en tvåvingeart som beskrevs av Carl von Linné 1767. Tabanus morio ingår i släktet Tabanus och familjen bromsar. Inga underarter finns listade i Catalogue of Life.